# Meltem Kaptan
Meltem Kaptan (Gütersloh, 8 de julho de 1980) é uma atriz e comediante turca-alemã. Ela se tornou particularmente famosa por seu premiado papel no filme Rabiye Kurnaz vs. George W. Bush (2022).

## Biografia
Como atriz, Meltem Kaptan tornou-se mais conhecida por seu papel principal no filme Rabiye Kurnaz vs. George W. Bush de Andreas Dresen. Por sua performance, ela foi premiada com o Urso de Prata de Melhor Atuação Principal no 72º Festival Internacional de Cinema de Berlim. No mesmo ano ela recebeu o Prêmio Alemão de Cinema e o Prêmio Alemão de Atuação . Ela também foi indicada para o Prêmio de Cinema Europeu.

## Filmografia
- Mortal World (2018)
- Rabiye Kurnaz vs. George W. Bush (2021)